# Orlandina Basket
O Orlandina Basket, também conhecido como Betaland Capo d'Orlando por motivos de patrocinadores, é um clube profissional situado na cidade de Capo d'Orlando, Sicília, Itália que atualmente disputa a Serie A2. Foi fundado em 1978 e manda seus jogos na PalaFantozzi com capacidade para 3613 espectadores.

## Jogadores Notáveis
- Yegor Mescheriakov 2 temporadas: '01-'03
- Gianluca Basile desde '2013
- Alessandro Fantozzi 2 temporadas: '01-'03
- Keith Carter 2 temporadas: '01-'02, '05-'06
- Otis Hill 1 temporada: '01-'02
- Soumaila Samake 1 temporada: '01-'02
- Reggie Fox 1 temporada: '01-'02
- Henry Turner 1 temporada: '02-'03
- James Robinson 1 temporada: '02-'03
- Karim Shabazz 1 temporada: '02-'03
- - Brian Oliver 1 temporada: '04-'05
- Ryan Hoover 1 temporada: '04-'05
- Terrell McIntyre 1 temporada: '04-'05
- Rolando Howell 1 temporada: '04-'05
- Marque Perry 1 temporadas: '05-'06
- Kristaps Janicenoks 1 temporada: '05-'06
- Oluoma Nnamaka 1 temporada: '05-'06
- Virginijus Praškevičius 1 temporada: '05-'06
- - Vassil Evtimov 1 temporada: '05-'06
- - Dusan Jelic Koutsopoulos 1 temporada: '05-'06
- Vincenzo Esposito 1 temporada: '05-'06
- Alvin Young 1 temporada: '06-'07
- Jayson Wells 1 temporadas '06-'07
- Hervé Touré 1 temporada: '06-'07
- Martynas Mažeika 1 temporada: '07-'08
- Simas Jasaitis 2015-presente